# Eurofirany
Eurofirany – polskie przedsiębiorstwo z branży wyposażenia wnętrz, założone w 1991 r. w Żywcu, w województwie śląskim, przez Bogusławę i Bogusława Choczyńskich.
Główna siedziba firmy mieści się Żywcu, gdzie w powstałym w 2005 r. centrum logistycznym, na powierzchni ponad 30 tys. m² znajdują się: showroom, hale produkcyjne, magazyny i pomieszczenia biurowe.
Forma prawna przedsiębiorstwa to spółka jawna. Firma zatrudnia ponad czterystu pracowników, a sieć dystrybucji obejmuje ponad 70 salonów franczyzowych i 4000 sklepów współpracujących, działających na terenie kraju i za granicą.

## Działalność
Oferta firmy obejmuje 28 grup asortymentowych z szeroko pojętej branży home&decor, wśród których znajdują się artykuły dekoracyjne i produkty wyposażenia do kuchni, jadalni, salonu, łazienki czy sypialni. Połowę asortymentu stanowią czołowe dla marki zasłony i firany – w ofercie znajduje się 10 000 wzorów firan i zasłon. Firma importuje tkaniny z przeszło 650 fabryk na całym świecie, a inspiracje i kontakty zdobywa podczas światowych targów wnętrzarskich. Spółka oferuje także autorskie kolekcje tkanin, które powstają przy udziale uznanych projektantów mody – Evy Minge czy Pierre Cardin.

## Historia
W 1991 r. małżeństwo Choczyńskich założyło firmę, której główną działalnością był import firan z Węgier. Początkowo swoją działalność prowadzili w przydomowym garażu na powierzchni 16m2. W 1994 roku firma zatrudniła pierwszego pracownika, w 1995 roku było 3 pracowników, w 1997 r. – 15 pracowników, w 2007 r. – 200 pracowników, a obecnie liczba zatrudnianych pracowników wciąż rośnie. Z upływem czasu i w związku z rozwojem działalności konieczna stała się budowa magazynu, który w kolejnych latach siedmiokrotnie rozbudowywano. Pierwszy firmowy salon został otwarty w 2000 r. i mieścił się w Bielsku-Białej. W 2004 r. zapadła decyzja o budowie nowej siedziby firmy i już rok później w Żywcu powstało centrum logistyczne całego przedsiębiorstwa. Na przełomie 2008 r. i 2009 r. firma rozpoczęła poszerzanie swojej oferty, w której do tego czasu obecne były wyłącznie firany i zasłony, o inne produkty z branży dekoracji wnętrz. Od 2016 r. w asortymencie przedsiębiorstwa znalazła się także linia produktów dedykowana branży hotelarskiej. Aktualnie spółka oferuje blisko 35 tys. artykułów. Od 1991 roku współpracują z ponad 300 fabrykami na całym świecie oraz z ponad tysiącem sklepów, nie tylko w kraju, ale i za granicą.

## Nagrody[12]
| 2008 | Nagroda Acanthus Aureus – Międzynarodowe Targi Poznańskie – Targi Wyposażenia i Wystroju Wnętrz Home Decor; Nagroda Złota Villa – miesięcznik „Villa”; |
| 2009 | Nagroda Acanthus Aureus – Międzynarodowe Targi Poznańskie – Targi Wyposażenia i Wystroju Wnętrz Home Decor; Złoty Laur Konsumenta – Grupa Media Partner; |
| 2010 | Nagroda Acanthus Aureus – Międzynarodowe Targi Poznańskie – Targi Wyposażenia i Wystroju Wnętrz Home Decor; Złoty Laur Konsumenta – Grupa Media Partner; |
| 2011 | Laur Konsumenta Top Marka 2011 – Grupa Media Partner; Nagroda Acanthus Aureus – Międzynarodowe Targi Poznańskie – Targi Wyposażenia i Wystroju Wnętrz Home Decor; Dedal 2011 – Firma Roku; |
| 2012 | Nagroda Acanthus Aureus – Międzynarodowe Targi Poznańskie – Targi Wnętrz Home Decor; Złoty Medal – Targi Wnętrz Home Decor; |
| 2013 | Nagroda Złota Villa – kategoria: tkaniny – miesięcznik „Villa”; Nagroda Złota Villa – kategoria: ozdoby i dodatki – miesięcznik „Villa”; Złoty Medal – Targi Wnętrz Home Decor; Laur Konsumenta Top Marka 2013 – Grupa Media Partner; Złoty Laur Konsumenta – Grupa Media Partner;                                                                                        |
| 2014 | Laur Konsumenta Top Marka 2014 – Grupa Media Partner; Złoty Laur Konsumenta – Grupa Media Partner; Złoty Medal – Targi Wnętrz Home Decor; Nagroda Acanthus Aureus – Międzynarodowe Targi Poznańskie – Targi Wyposażenia i Wystroju Wnętrz Home Decor; Laur Konsumenta 2004-2014 – Lider Dekady Konkursu – Grupa Media Partner; Nagroda Złota Villa – miesięcznik „Villa”; |
| 2015 | Nagroda Złota Villa – kategoria: tkaniny – miesięcznik „Villa”; Nagroda Złota Villa – kategoria: dodatki i dekoracje – miesięcznik „Villa”; Złote Medale – Targi Wnętrz Home Decor; Konsumencki Lider jakości – ZŁOTE GODŁO – kategoria „Sieć sklepów z dekoracją wnętrz”- Redakcja Strefy Gospodarki;                                                                    |
| 2016 | Laur Konsumenta – Grupa Media Partner; Złoty Medal –Targi Wnętrz Home Decor; Nagroda Acanthus Aureus – Targi Wnętrz Home Decor; Gazele Biznesu – Puls Biznesu; |
| 2017 | Nagroda Złota Villa – kategoria: dodatki i dekoracje – miesięcznik „Villa”; Laur Konsumenta – Grupa Media Partner; Złoty Medal – Targi Wnętrz Home Decor; Nagroda Acanthus Aureus – Targi Wnętrz Home Decor; Gazele Biznesu – Puls Biznesu; |
| 2018 | Złoty Medal – Targi Wnętrz Home Decor; Nagroda Acanthus Aureus – Targi Wnętrz Home Decor; Gazele Biznesu – Puls Biznesu; |